# Медведенко, Анатолий Фёдорович
Анатолий Фёдорович Медведенко (15.06.1939—19.01.2014) — советский, украинский врач-хирург, профессор, Доктор медицинских наук автор более 300 печатных научных работ, опубликованных в ведущих медицинских печатных изданиях СССР, России и Украины, 3 монографий, более 20 запатентованных авторских изобретений и более 100 рационализаторских предложений.
Директор Донецкого Городского лазерного центра (до 2014г), профессор кафедры усовершенствования врачей, Хирургических болезней № 1 ФИПО Донецкого национального медицинского университета имени М. Горького.

## Биография
Медведенко А. Ф. родился 15 июня 1939 год в село Лузанивка, Камянского района Черкасской области, Украина. Был третьим ребёнком в семье. Отец, Фёдор Самсонович, погиб на фронте при форсировании Днепра. Мать, Мария Яковлевна, растила трёх сыновей одна.
Успешно закончив сельскую школу, в 1957 году по комсомольской путёвке был отправлен в Донецк на строительство шахт, где работал грузчиком.
Был призван в ряды Советской Армии. Отслужив 3 года в Таманской Дивизии г.Москва, в звании старшего сержанта вернулся в Донецк и поступил в Донецкий медицинский институт в 1961 году.
В 1967 году, после окончания института, начал работать хирургом в хирургическом отделении больницы скорой помощи. Активно занимался научной деятельностью и писал кандидатскую диссертацию, которую успешно защитил в 1970. С 1975 года начал работу ассистентом на кафедре усовершенствования врачей Донецкого Медицинского Института им Горького. Параллельно работал хирургом в городской клинической больнице № 21 г. Донецка. Активно занимался научной деятельностью.
С 1980 года работал доцентом кафедры усовершенствования врачей Донецкого Медицинского Института им Горького.
В 1988 году защитил докторскую диссертацию на тему: Клиника и лечение острых и хронических панкреатитов.
С 1988 года работал профессором на кафедре усовершенствования врачей Донецкого Медицинского Института им Горького. Являлся одним из ведущих специалистов хирургов Донецкого областного панкреатологического центра.
За время научной деятельности им было написано и опубликовано более 300 научных статей, 3 монографий, зарегистрировано и было запатентовано более 20 авторских изобретений и более 100 рационализаторских предложений. Его работы были опубликованы в ведущих медицинских хирургических изданиях страны, таких как «Хирургия», «Вестник хирургии», «Клиническая хирургия», «Клиническая медицина». Был научным руководителем для диссертантов хирургов, которые успешно защитили кандидатские диссертации и докторские диссертации.
Руководитель Донецкого Городского Лазерного центра(до своей смерти 19.01.2014), на базе которого было разработано много новых методик лечения лазером.
Принимал участие и выступал с докладами на большом количестве международных научных конференций и симпозиумов хирургов, посвященным применению лазеров в хирургии, которые проходили в России, Украине, Казахстане, Литве, Италии и др. странах
Умер 19.01.2014 в г. Донецке (Украина), где и был похоронен.

### Семья
- Жена — Людмила Дмитриевна (род. 1945).
- Дети — сыновья Олег (род. 1966) и Андрей (род. 1970)